# Сражение за форт Де Русси
Сражение за форт Де Русси (англ. The Battle of Fort De Russy) произошло 14 марта 1864 года и было первым сражением кампании Ред-Ривер во время американской гражданской войны. Сражение произошло в штате Луизиана, на территории прихода Авоеллес. Федеральная армия генералов Смита и Мовера 12 марта начала наступление на Шривпорт, а форт Де Русси блокировал реку Ред-Ривер. Гарнизон форта насчитывал 350 солдат, в основном луизианцев. В форте находилась бронированная батарея, состоящая из 24- и 32-фунтовых осадных орудий.

## Предыстория
В начале 1864 года федеральная армия начала наступление против вооруженных сил Трансмиссисипского департамента, которыми командовал генерал Эдмунд Кирби Смит. Федеральной армией командовали Натаниэль Бэнкс и Дэвид Портер. 12 марта вверх по Ред-Ривер двинулись флот Портера, а также части XVI и XVII корпусов федеральной армии. Целью наступления был город Шривпорт. После устранения ряда препятствий, возведенных южанами на реке, основной преградой для федеральной армии стал большой Форт де Русси, который представлял собой земляное укрепление с артиллерийской батареей, частично бронированной для защиты от огня корабельной артиллерии. Федеральный отряд Эндрю Смита погрузился на транспорта в Виксберге и 12 марта выгрузился в Симмеспорте, в 30 милях от форта. Утром 13 марта Смит послал вперед разведчиков, а затем двинул основные силы, но они не успели пройти достаточно много до наступления темноты.
Между тем в форте Де Русси были размещены три подразделения: 1 рота артиллеристов, отряд Эдварда Кинга (Рейнджеры Святого Мартина) и техасский полк, набранный из рот различных техасских полков (8-го, 11-го, 13-го, 14-го, 16-го, 17-го, 18-го, 19-го, 22-го и 28-го). Боевой дух гарнизонных солдат был невысок, у них было всего 56 нарезных винтовок, остальное — гладкоствольные ружья. Половина гарнизона вообще не имела ружей (преимущественно артиллеристы).

## Вооружение форта
Береговая батарея форта состояла из трех секций: двух секций барбетных орудий и одной (центральной) секции казематных орудий. Это были два 9-дюймовых орудия Дальгрена, одно 32-фунтовое нарезное образца 1829 года и три 32-фунтовых гладкоствольных. Со стороны суши было установлено: два 6-фунтовых орудия и два 24-фунтовых.

## Сражение
Рано утром 14 марта северяне продолжили марш и вскоре обнаружили федеральную дивизию, угрожающую их флангу. Смит разместил один из отрядов для перехвата этой дивизии, а остальные силы двинул к форту. Гарнизон сразу открыл огонь. В 18:30 Смит послал в атаку дивизию Мовера. Всего за 20 минут дивизия ворвалась на вал и захватила форт. Полковник Уильям Линч (58-й иллинойсский полк) писал в рапорте так:
…тогда я приказал примкнуть штыки и наступать, и с криком, эхом отразившимся от бруствера, моя бригада бросилась вперед, вниз по склону, вверх по холму, через засеку, через ров, и вскарабкалась вверх по стене, и менее чем через десять минут после отдачи приказа звездно-полосатое знамя гордо реяло над укреплениями форта Де Русси.
Полковник Джеймс Джилберт (27-й айовский пехотный полк) писал:
Путь до форта был долог. Местность, по которой мы атаковали, была вся очищена от деревьев. Много бревен валялись на земле и несколько рвов предстояло перейти. По команде «Вперед, бегом, марш!» (Forward, double-quick, march!) весь полк бросился вперед, даже слишком быстро для долгой атаки, однако все время под хорошим контролем. Мы спрыгнули в ров на восточной и южной стороне форта и стремительно поднялись на парапет. Когда форт пал, часть моего полка, с частями других полков, начали стрельбу из мушкетов и издали дикий, звенящий, пронзительный крик восторга.
В плен попал весь гарнизон, артиллерия, 56 винтовок и 117 гладкоствольных мушкетов. 315 человек попало в плен, из них из техасского полка — 219 солдат и 16 офицеров.
Теперь путь по Ред-Ривер был свободен и федеральная армия могла наступать на Александрию. Армия простояла в форте ещё около трех дней, подрывая его укрепления, при этом погибло 2 солдата и 4 были ранены.